# Olga Sanfirova
Olga Sanfirova (em russo:  Ольга Санфирова) foi uma aviadora e capitão da formação militar Bruxas da Noite, durante a Segunda Guerra Mundial. Ela foi postumamente condecorada com o título de Heroína da União Soviética, no dia 23 de fevereiro de 1945.